# Église Saint-Martin de Coulandon
L'église Saint-Martin est une église catholique située à Coulandon, en France.

## Localisation
L'église est située dans le département français de l'Allier, sur la commune de Coulandon. Elle se trouve sur une place sur laquelle donnent aussi la mairie et l'école du village, à l'écart, au sud, de la route de Moulins (D945). Le cimetière se trouve toujours dans le bourg, sur le côté sud de l'église.

## Historique
L'édifice est classé au titre des monuments historiques en 1913.

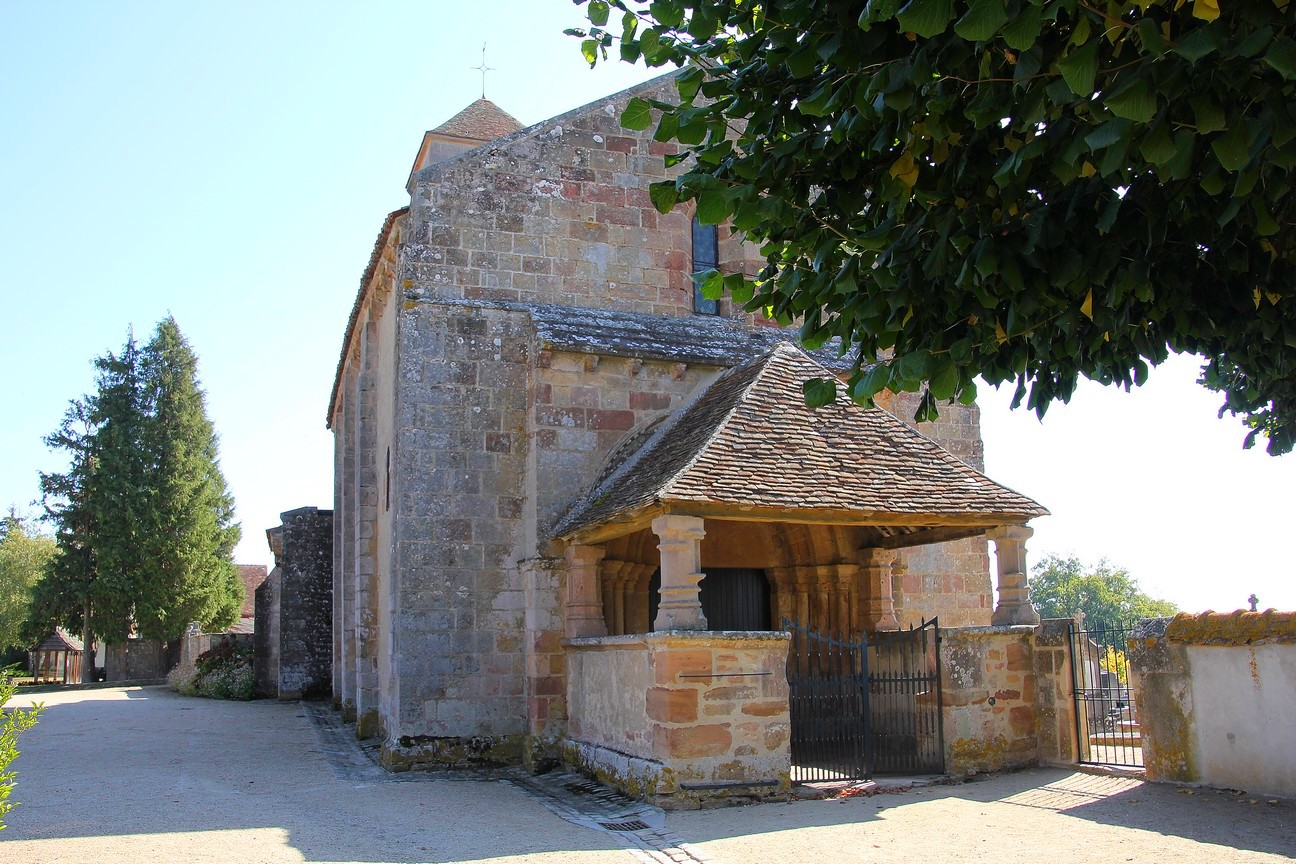
Caquetoire.
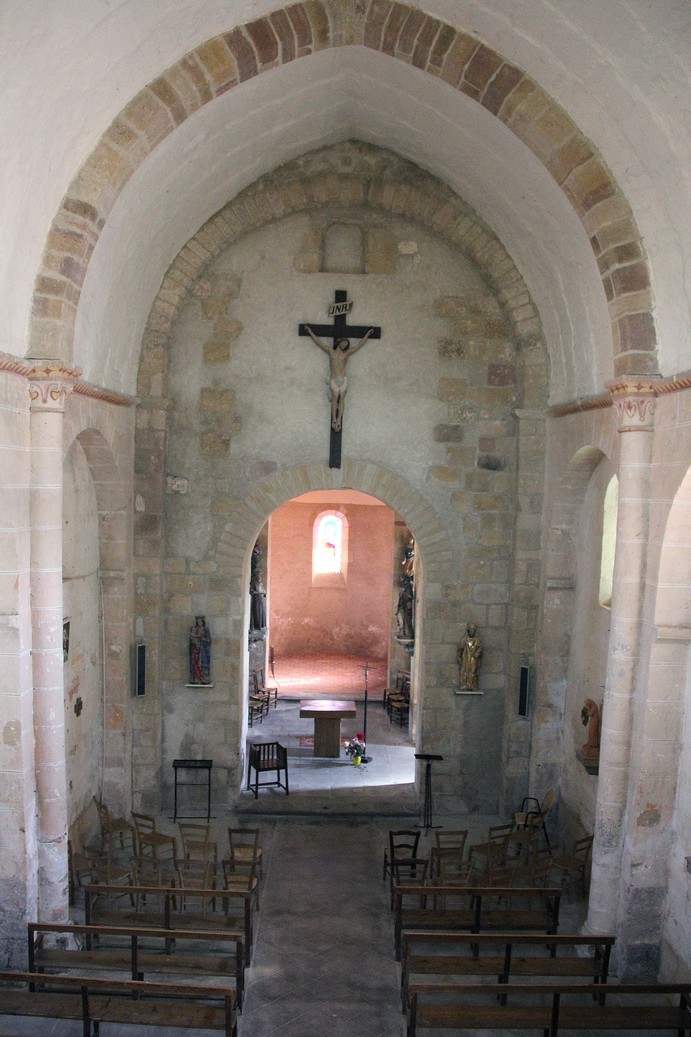
Nef.
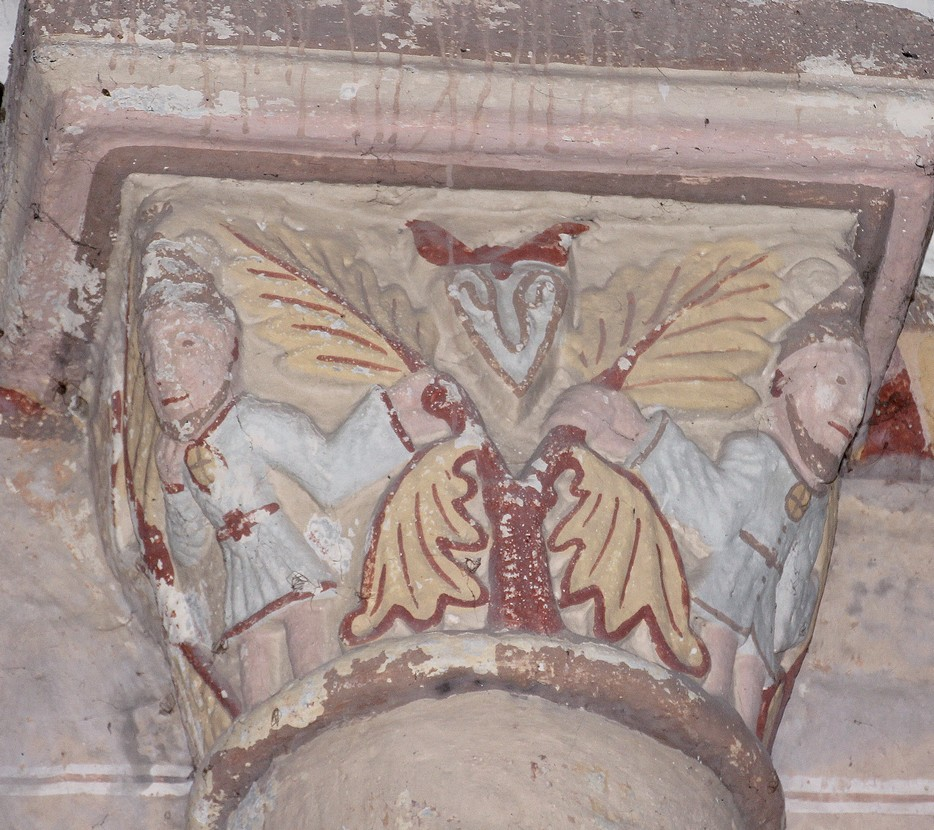
Chapiteau polychrome.
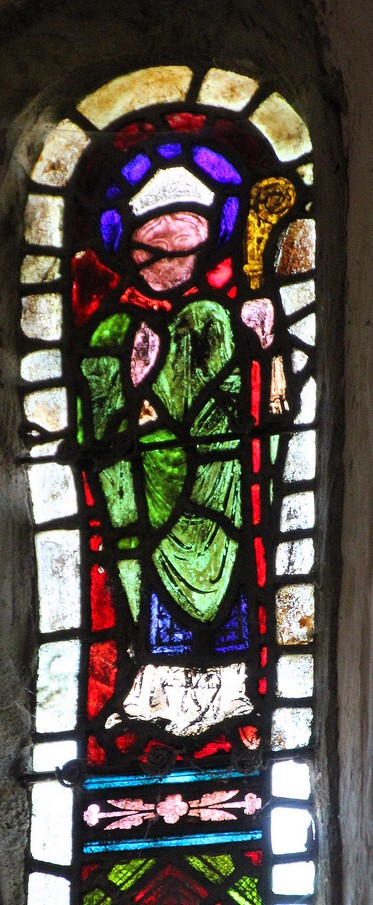
Saint Martin, vitrail du XIIe siècle.